# Mononchus vorax
Mononchus vorax is een rondwormensoort uit de familie van de Mononchidae. De wetenschappelijke naam van de soort is voor het eerst geldig gepubliceerd in 1938 door Rahm.